# Abstinência
Abstinência (do latim abstinentĭa,ae: 'ação de se abster, temperança, domínio dos apetites') é o ato de se abster ou privar-se de algo. Originalmente, o termo pertence ao vocabulário do estoico (conforme a máxima, atribuída a Epiteto, sustine et abstine: 'suporta e abstém-te') e cristão, no sentido de renúncia voluntária à satisfação de uma necessidade ou desejo. 
Os motivos que levam uma pessoa a entrar em abstinência podem ser muitos, desde motivos de saúde até questões de ordem filosófica ou religiosa (como a abstenção de comer carne, por parte dos católicos, em todas as sextas-feira do ano). Na atualidade, a palavra adquiriu outros sentidos, aludindo principalmente à abstenção do consumo de álcool (abstemia) ou à abstinência sexual.

## Síndrome de abstinência
Entende-se como tal o "conjunto de modificações orgânicas que se dão em razão da suspensão brusca do consumo de droga geradora de dependência física e psíquica, como o álcool, a heroína, o ópio, a morfina etc.".   Em geral, caracteriza—se por alucinações e crises convulsivas. No caso da abstinência de heroína, a interrupção abrupta da droga pode levar à morte  por parada cardíaca, insuficiência respiratória ou desidratação. Isso porque a droga funciona como um neurotransmissor externo, substituindo os neurotransmissores orgânicos na comunicação entre o sistema nervoso e todo o resto do organismo, afetando diretamente os músculos, o sistema cardiorrespiratório e o sistema digestivo. Além da heroína, o álcool, a maconha e a cocaína também atuam como neurotransmissores externos, mas em menor intensidade. No caso do crack, não foi comprovada a relação entre a morte  de usuários e a interrupção no consumo da droga.

## Síndrome de abstinência fetal
É um grupo de anomalias congênitas apresentadas em bebês nascidos de mães que consumiram álcool ou outras substâncias durante a gestação.
Em pesquisa sobre desnutrição realizada na década de 70 observou-se que os bebês das mães alcoólatras apresentavam outros problemas além da desnutrição propriamente dita. Esse conjunto de sintomas foi, então, denominado como Síndrome de Abstinência Fetal (SAF) que inclui um grupo característico de defeitos como baixo peso ao nascer, atraso no crescimento e no desenvolvimento, anormalidades neurológicas, má formação do esqueleto e do sistema nervoso, comportamento perturbado, modificações na pálpebra, lábio superior fino e alongado.
Os problemas mais significativos da SAF são o deficiência intelectual e a hiperatividade sendo, também, comum o prejuízo no aprendizado, na atenção e na memória, a descoordenação motora, a impulsividade, e, ainda, problemas para falar e ouvir.
O quadro completo de SAF se apresenta com mais frequência em mães que bebem compulsivamente não existindo, todavia, nenhum nível de consumo de álcool que possa ser considerado como seguro porque até seu uso moderado pode afetar o feto em desenvolvimento.